# 維維安·西爾弗
維維安·西爾弗（英語：Vivian Silver，1949年2月2日—2023年10月7日），是加拿大裔以色列猶太和平活動家和女權活動家。她在2023年10月7日的貝埃里大屠殺中遭到哈馬斯武裝份子份子殺害。

## 生平和教育
西爾弗在加拿大緬尼吐巴省溫尼伯出生和長大 。
西爾弗於1968年首次訪問以色列，那年她正就讀大學3年級。她在耶路撒冷希伯來大學進修，主修心理學和英國文學。西爾弗也積極參與北美猶太學生網絡，擔任猶太學生新聞服務的行政人員。在這個職位上，西爾弗開始發表有關以巴關係的文章。在大學的最後一年，她在校園內共同創辦了學生猶太復國聯盟，並隨後被邀請參加該年在蒙特利爾舉辦的學生猶太復國聯盟全國大會。
1973年，西爾弗和希夫拉·布朗茲尼克共同組織了第一次全國猶太婦女大會。
她有2個兒子和4個孫子。

## 行動主義
西爾弗於1974年移民到以色列，成為勞工錫安主義青年運動組織建造者—自由蓋澤爾基布茲的成員。在蓋澤爾，她成為了該基布茲的書記，也是少數女性中的一員。西爾弗早期的活動重點放在以色列社會中的婦女權利和性別不平等問題上。為此，她在1981年創辦了統一基布茲運動的性別平等促進部門。她還在以色列議會的婦女工作和經濟發展小組、新以色列基金以及夏蒂爾指導委員會中工作。
她於1990年與丈夫和2個兒子搬到了靠近加沙地帶的貝埃里基布茲。在此期間，她更加瞭解當地內蓋夫貝都因人社區和加沙地帶的人民。她於1998年開始擔任內蓋夫和平發展策略研究所（NISPED）的執行董事。在基布茲內部，西爾弗組織了一系列幫助加沙人的計劃，包括職業培訓，並確保在基布茲工作的加沙建築工人得到公平報酬。
1999年，西爾弗和內蓋夫貝都因女權運動家阿邁勒·薩尼亞·胡朱吉共同創立了阿拉伯—猶太平等、賦權和合作中心，這是內蓋夫和平發展策略研究所的分支。西爾弗在第二次巴勒斯坦大起義之前擔任該中心的主任。該中心組織在以色列、加沙和約旦河西岸的項目。2010年，西爾弗和胡朱吉因致力於和平事業而獲得了維克多·J·戈德堡中東和平獎，該獎項由國際教育協會每年頒發，授予致力於和平的阿拉伯和以色列活動家。
在2007年加沙地帶邊境封閉之前，西爾弗與加沙居民合作進行跨文化項目。她創辦的一個團體，名為「創造和平」，致力於促進巴勒斯坦和以色列工匠之間的商業聯繫。
西爾弗曾是總部位於耶路撒冷的人權組織卜采萊姆的前董事會成員。她還參與了中東和平聯盟以及一些成員組織。作為這項工作的一部分，她協助組織和領導以色列加沙邊境以色列一側的導覽活動，以提高人們對加沙居民困境的認識。
2011年，《國土報》將西佛評為以色列「十大最具影響力的英語系國家移民」之一。
西爾弗於2014年正式退休。在退休後，以及2014年加沙戰爭之後，她與他人共同創立「婦女為和平而戰」，這是一個跨信仰的基層組織。西爾弗還開始在「康復之路」和「羅札娜計劃」進行志願工作，協助運送前往耶路撒冷接受治療的加沙病患。
2023年10月4日，西爾弗協助組織了在耶路撒冷舉辦的和平集會，吸引了1500名以色列和巴勒斯坦婦女參與。

## 失蹤和死亡
2023年10月7日，加拿大政治人物歐文·科特勒在Twitter上報導說，西爾弗在哈馬斯襲擊期間從她在貝埃里的家中綁架。這次襲擊引發以色列—哈馬斯戰爭。西爾弗的姊妹表示，在10月7日她與姊妹通話時，西爾弗報告說她聽到了哈馬斯武裝份子在她的家外面。西爾弗還在WhatsApp上給朋友發送了一條類似的消息。以色列應對人員到達時發現她的家已被燒毀，但由於沒有發現屍體或爭鬥的跡象，其推測西爾弗已被綁架。
西爾弗的家人和朋友創建了一個名為「尋找維維安·西爾弗」的Facebook頁面，試圖收集更多有關她可能下落的信息。他們聯繫了紅十字會和加拿大政府，請求協助尋找西爾弗並確保她被釋放。
襲擊後五週，西爾弗的遺體在貝埃里被發現，並在2023年11月13日確認她的死亡。
在宣佈西爾弗去世後，卜采萊姆、溫尼伯猶太聯合會和「婦女為和平而戰」紛紛發表對她的致敬。加拿大政治人物和人權律師歐文·科特勒、加拿大外交部長趙美蘭、加拿大駐以色列大使麗莎·斯塔德爾鮑爾以及以色列政治人物齊皮·利夫尼也在網上發表了對西爾弗的致敬。加拿大總理賈斯汀·杜魯多在11月14日的一次活動中也對西爾弗的去世表示哀悼，表示將「深切懷念她」。